# Флетчер, Декстер
Де́кстер Фле́тчер (англ. Dexter Fletcher, род. 31 января 1966 года) — британский актёр кино и телевидения, кинорежиссёр и сценарист. Известен по роли «Мыла» в фильме Гая Ричи «Карты, деньги, два ствола», а также по ролям в телевизионных шоу «Отель „Вавилон“» и «Братья по оружию».

## Карьера
Обучался в театральном драматическом клубе Анны Шер. Первой ролью Декстера стала роль Детского личика в фильме «Багси Мэлоун» в 1976 году. Флетчер часто использовался как актёр-ребёнок в начале 1980-х годов, снявшись в таких фильмах, как «Долгая страстная пятница», «Человек-слон» и «Баунти». Как взрослый актёр он появился на телевидении в роли непослушного подростка Спайка Томсона в детском шоу «Газетчики», а также в сериале «Самое неприятное убийство» с Дон Френч в главной роли. У его американского акцента были поклонники, убеждённые в том, что он американец. Он сыграл главную роль в фильмах «Караваджо» (1986), «Досье на Рэйчел» (1989), «Карты, деньги, два ствола» (1998), «Слоёный торт» (2004) и «Doom» (2005).
На телевидении снялся в военной драме канала HBO «Братья по оружию» и в историческая драме BBC One «Королева-девственница». Снялся в музыкальном видео Кайли Миноуг «Some Kind of Bliss» в 1997 году. Флетчер сыграл главную роль в сериале телеканала BBC One «Отель „Вавилон“», основанном на книге Имоджен Эдвардс-Джонс. Он также появлялся в нескольких эпизодах сериалов «Болван и животное», «Робин Гуд» и в цикле радиопередач 2008 года «Способ, которым мы живём сейчас».
Сыграл маленькую роль в сериале «Новые трюки», в эпизоде «Финальный занавес», где он играл вымышленного актёра Томми Джексона. Также появился в сериале «Благо», сыграв Эдди Коттона в эпизоде «Уходящий воздух». В 2009—2010 годах появлялся в сериале «Плохие» в роли отца Натана Янга.
В 2009 году снялся в вампирском фильме «Мёртвое свидетельство».
В 2011 году появился в главной роли детектива Эдвардса в британском нуар-фильме «Джэк Фоллс» вместе с партнёрами по фильму «Карты, деньги, два ствола» Джейсоном Флемингом и Аланом Фордом. В 2012 году у Флетчера была маленькая роль в комедийном ужастике «Кокни против Зомби», где он играл папу Магвайера. В 2012 году сыграл учителя истории мистера Ширса в сверхъестественном британском подростковом фильме «Ковен».

### Режиссура
20 марта 2012 года был выпущен дебютный фильм Флетчера как режиссёра под названием «Дикий Билл». Его второй фильм 2013 года «Свет на Лите», базируется вокруг одноимённой песни («Sunshine on Leith») популярной шотландской рок-группы The Proclaimers.

### Ведущий
Флетчер представил третий сезон шоу «Хозяин игр» в 1993 году. Декстер первоначально был выбран как специальный гость сезона, но после того, как Доминик Диамонд оставил шоу, был назначен ведущим. Флетчер вспоминал, что ведение «Хозяина игр» было «очень неумолимым» и «довольно пугающим». Его стиль ведения в большой степени подвергся критике зрителей. Сезон закончился в 1994 году и Доминик Диамонд вернулся на последние четыре серии, пока шоу не закончилось в феврале 1998 года.

### Озвучивание
Флетчер был голосом телерекламы McDonald’s, и рассказчиком аудиокниги «Игра», симулируя американский акцент. Он также был рассказчиком в телепрограммах Discovery Channel «Военно-воздушные силы Афганистана» и «Мастерская по разборке угнанных машин: лондонский гараж». В 1998 году Флетчер участвовал в песне «Here Comes the Flood» из альбома Fin de Siècle группы The Divine Comedy.
Является рассказчиком в шоу BBC1 «Пацаны и дилеры».

## Личная жизнь
Встречался с партнёршей по шоу «Газетчики» Джулией Савалией, а также имел отношения с актрисой Лизой Уокер.
Женился на литовке Далие Ибельхауптайте в Вестминстере (Лондон) в 1997 году. Его шафером был актёр Алан Рикман. Братья Декстера также актёры — Грэм Флетчер-Кук и Стив Флетчер.

## Фильмография

### Как актёр
| Год       | Название на русском                      | Оригинальное название                  | Роль                                 | Примечание            |
| --------- | ---------------------------------------- | -------------------------------------- | ------------------------------------ | --------------------- |
| 1978      | Отверженные                              | Les Miserables                         | Гаврош                               | ТВ фильм              |
| 1980      | Человек-слон                             | The Elephant Man                       | мальчик Байтса                       |                       |
| 1984      | Баунти                                   | The Bounty                             | матрос Томас Эллисон                 |                       |
| 1986      | Караваджо                                | Caravaggio                             | Караваджо в юности                   |                       |
| 1987      | Львиное сердце                           | Lionheart                              | Майкл                                |                       |
| 1988      | Гадалка-оборванка                        | The Raggedy Rawney                     | Том                                  |                       |
| 1989      | Газетчики                                | Press Gang                             | Джеймс (Спайк) Томсон                | Сериал                |
| 1989      | Досье на Рэйчел                          | The Rachel Papers                      | Чарльз Хайвэй                        |                       |
| 1989      | Извращённая одержимость                  | Twisted Obsession                      | Малкольм Грин                        |                       |
| 1991      | Всё                                      | All Out                                | Анджело                              |                       |
| 1993      | Принц Пепел                              | Prince Cinders                         | Принц Пепел                          |                       |
| 1996      | Иуда                                     | Jude                                   | священник                            |                       |
| 1997      | Человек, который знал слишком мало       | The Man Who Knew Too Little            | Отто                                 |                       |
| 1997      | Выдающаяся пятёрка                       | Famous Five                            | Лу                                   | Сериал                |
| 1998      | Карты, деньги, два ствола                | Lock, Stock and Two Smoking Barrels    | «Мыло»                               |                       |
| 1999      | Кутерьма                                 | Topsy-Turvy                            | Луис                                 |                       |
| 1999      | Истории подземки                         | Tube Tales                             | Джо                                  | Сегмент: "Мистер Кул" |
| 2001      | Братья по оружию                         | Band of Brothers                       | Джон Мартин                          | Сериал                |
| 2003      | Стандер                                  | Stander                                | Ли МакКолл                           |                       |
| 2003      | Сделка                                   | The Deal                               | Чарли Уэлан                          | ТВ фильм              |
| 2004      | Тайна шестого года                       | The Secret of Year Six                 | Майк                                 |                       |
| 2004      | Слоёный торт                             | Layer Cake                             | Коди                                 |                       |
| 2004      | Королева-девственница                    | The Virgin Queen                       | сэр Томас Рэдклифф, 3-й граф Суссекс | Сериал                |
| 2005      | Doom                                     | Doom                                   | Маркус «Пинки» Пинзеровски           |                       |
| 2006      | Тристан и Изольда                        | Tristan & Isolde                       | Орик                                 |                       |
| 2006—2009 | Отель «Вавилон»                          | Hotel Babylon                          | Тони Кэйсмор                         | Сериал                |
| 2006-2009 | Робин Гуд                                | Robin Hood                             | Граф Фридрих                         | Сериал                |
| 2007      | Звёздная пыль                            | Stardust                               | тощий пират                          |                       |
| 2008      | Осень                                    | Autumn                                 | Майкл                                |                       |
| 2009      | Плохие                                   | Misfits                                | Майк Янг                             | Сериал                |
| 2010      | Пипец                                    | Kick-Ass                               | Коди                                 |                       |
| 2010      | Амайя                                    | Amaya                                  | француз                              |                       |
| 2010      | Мёртвое свидетельство                    | Dead Cert                              | Эдди Кристиан                        |                       |
| 2011      | Джек Фоллс                               | Jack Falls                             | детектив Эдвардс                     |                       |
| 2011      | Лихорадка                                | Fedz                                   | Ди-Эс Хантер                         |                       |
| 2011      | Водитель фургона                         | White Van Man                          | Иэн                                  | Сериал                |
| 2012      | Ковен                                    | Coven                                  | мистер Ширс                          |                       |
| 2014      | Преподобный                              | Rev.                                   | Майк Тобин                           | Сериал (Эпизод "3.3") |
| 2014      | Респектабельный: История Мэри Миллингтон | Respectable: The Mary Millington Story | рассказчик                           |                       |
| 2014      | Маунт Плезант                            | Mount Pleasant                         | Гас                                  | Сериал                |
| 2014      | Маппеты 2                                | Muppets Most Wanted                    | Камео                                | Удалённые сцены       |
| 2017      | Натуральные упыри                        | Eat Locals                             | мистер Тэтчер                        |                       |
| 2018      | Конченая                                 | Terminal                               | Винс                                 |                       |
| 2023      | Любовь с первого взгляда                 | Love at First Sight                    | Вэл Джонс                            |                       |

### Как режиссёр
| Год  | Название на русском | Оригинальное название | Должность | Должность | Должность | Примечания                                            |
| Год  | Название на русском | Оригинальное название | Режиссёр  | Продюсер  | Сценарист | Примечания                                            |
| ---- | ------------------- | --------------------- | --------- | --------- | --------- | ----------------------------------------------------- |
| 2011 | Дикий Билл          | Wild Bill             | Да        |           | Да        | Также актёр                                           |
| 2013 | Солнце над Литом    | Sunshine on Leith     | Да        |           |           |                                                       |
| 2016 | Эдди «Орёл»         | Eddie the Eagle       | Да        |           |           |                                                       |
| 2018 | Богемская рапсодия  | Bohemian Rhapsody     | Да        |           |           | Заменил Брайана Сингера на последних 2 неделях съёмок |
| 2019 | Рокетмен            | Rocketman             | Да        |           |           |                                                       |
| 2023 | Без ответа          | Ghosted               | Да        |           |           |                                                       |
| TBA  | Шерлок Холмс 3      | Sherlock Holmes 3     | Да        |           |           |                                                       |